# Cam Newton
Cam Newton (Atlanta, 11 mei 1989) is een Amerikaans American football-Quarterback spelend voor de Carolina Panthers. Newton werd door de Carolina Panthers als eerste gekozen in de 2011 NFL Draft. Hij speelde van 2007 tot 2010 College football bij meerdere universiteiten, eerst de universiteit van Florida waar hij in zijn tweede jaar werd weggestuurd na het stelen van een laptop, hij speelde daarna een jaar bij een Community college genaamd Blinn college. In 2010 werd hij toegelaten tot de Auburn universiteit, hij won in datzelfde jaar de prestigieuze Heisman Trophy die wordt uitgereikt aan de beste college football speler van het jaar. In 2020 tekende Newton een contract bij de Patriots.

## Jeugd
Newton ging naar de Westlake middelbare school, als 16-jarige passte hij voor  2,500 yards en 23 touchdowns ook rushte hij voor 638 yards en 9 touchdowns, hierdoor kreeg hij veel aandacht van grote universiteiten zoals Universiteit van Florida, Universiteit van Georgia, Universiteit van Maryland, Universiteit van Oklahoma en de Virginia Tech universiteit. Hij werd geclassificeerd als een five star rekruut. aan het begin van zijn senior seizoen koos hij voor de Universiteit van Florida, die hierdoor een van de beste recruiting classes van 2007 kregen.

## Universitaire carrière

### Universiteit van Florida

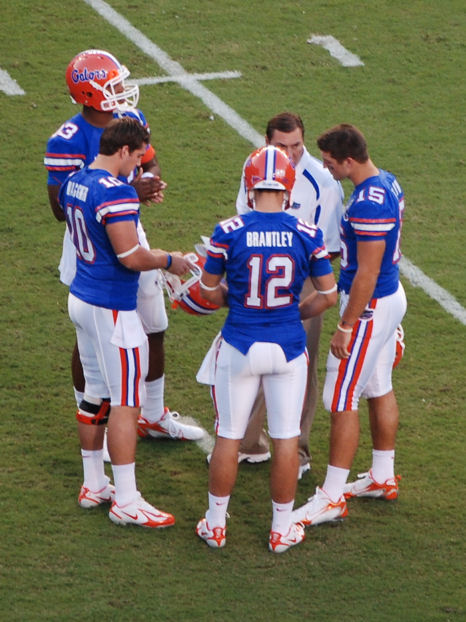
Newton, helemaal links, met teamgenoten Dan Mullen, John Brantley, Tim Tebow en Bryan Waggener tijdens zijn freshman seizoen bij Florida

Newton koos voor de universiteit van Florida, waar hij veel competitie had van andere goede quarterbacks zoals Tim Tebow die dat jaar daarvoor een nationaal kampioenschap had gewonnen met het team. In 2007 en 2008 was Newton de back-up van Tebow en speelde hij in een paar wedstrijden waarin hij een paar touchdowns gooide..
Op 21 november 2008 werd Newton gearresteerd vanwege beschuldigingen van inbraak, diefstal en het verzetten bij een arrestatie, later bleken deze beschuldigingen te kloppen en Newton werd geschorst door de universiteit. Later besloot de universiteit om Newton's studiebeurs in te trekken en hem weg te sturen.

### Blinn College
In januari 2009 besloot Newton om zich in te schrijven bij Blinn College dat zich bevindt in Brenham, Texas, vervolgens leidde hij zijn team naar het 2009 NJCAA National Football Championship, hij passte voor 2,833 yards en 22 touchdowns ook had hij 655 rushing yards. Hij kreeg daarna een studie-beurs aangeboden door de Auburn universiteit, deze accepteerde hij.

### Auburn Universiteit
In 2010 arriveerde Newton op de Auburn universiteit in Alabama. Hij werd meteen de startende Quarterback voor het team. Hij zette dat jaar meerdere records en leidde het team naar het nationale kampioenschap waarin ze het zouden gaan opnemen tegen de universiteit van Oregon. Door zijn ongelooflijke prestaties won Newton dat jaar de Heisman Trophy. Newton versloeg dat jaar de grote rivalen van Auburn zoals de universiteit van Alabama en de universiteit van Louisiana. Ook versloegen ze de universiteit van South Carolina in het SEC-kampioenschap. Auburn versloeg vervolgens Oregon met een score van 22–19 om het nationale kampioenschap te winnen. Newton gooide voor 262 yards, 2 touchdowns en een interceptie. Ook rushte hij 22 keer dit resulteerde in 65 yards.

### Universitaire prijzen en awards
- Heisman Trophy (2010)
- Maxwell Award (2010)
- Walter Camp Award (2010)
- Davey O'Brien Award (2010)
- Manning Award (2010)
- AP College Football Player of the Year (2010)
- First-team All-Southeastern Conference (2010)

## Professionele carrière
Na de nationale kampioenschap finale maakte Newton bekend dat hij zich verkiesbaar zou stellen voor de 2011 NFL Draft, hij werd als eerste gekozen door de Carolina Panthers. In zijn eerste seizoen zette hij meerdere records en werd gezien als een grote sensatie.
In 2015 werd Newton verkozen tot MVP en speelde hij met zijn team in Super Bowl 50 tegen de Denver Broncos en Peyton Manning, ze verloren de wedstrijd 24-10.
Op de eerste speeldag van het 2016 seizoen verbrak Newton het record van Steve Young met de meeste rushing touchdowns (44) als quarterback. Het 2016 seizoen was een grote teleurstelling voor de Panthers, ze eindigden het seizoen met een 6-10 record.
Na het seizoen 2019 werd Newton 'gereleased' door de Panthers. Op 29 juni 2020 werd bekend dat Newton als 'free agent' een contract van een jaar heeft getekend bij de New England Patriots.

## Privéleven
Op 30 december 2015 werd Newton voor het eerst vader. Hij behaalde in 2015 zijn diploma in sociologie. Newton is christen.